# San Juan de Salinas (distrito)
San Juan de Salinas é um distrito do Peru, departamento de Puno, localizada na província de Azángaro.

## Transporte
O distrito de San Juan de Salinas é servido pela seguinte rodovia:
- PU-113, que liga a cidade de Juliaca  ao distrito de Azángaro[1][2][3]